# Socha Krista Spasitele (Haniska)
Socha Krista Spasitele v Haniske je 5,3 metrů vysoká socha a spolu s křížovou cestou se nachází ve farní zahradě Farnosti sv. Jana Nepomuckého v Haniske (okres Košice-okolí) na Slovensku. Autorem je sochař Jan Leško. Projekt dal zrealizovat místní farář ThDr. Jozef Ondovčák, Ph.D. v roce 2023. Celý projekt realizovala farnost ve vlastní režii, na vlastním pozemku a financovala jej zejména z vlastních finančních prostředků, poté z darů věřících a pomocí sponzorů. Umělecké dílo bylo slavnostně odhaleno 27. srpna 2023 a požehnal ho Mons. Bernard Bober, košický arcibiskup-metropolita.

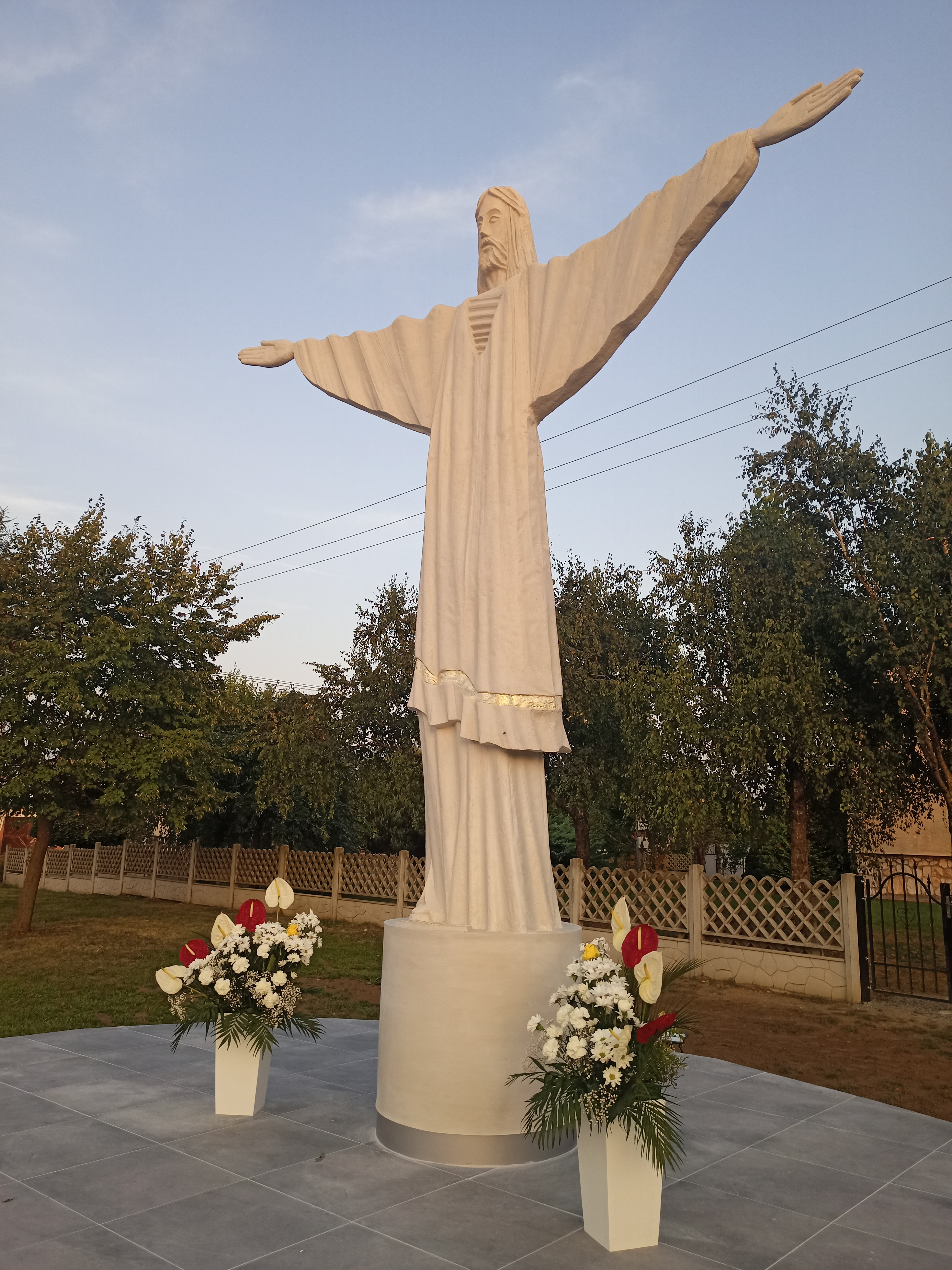
Socha Krista
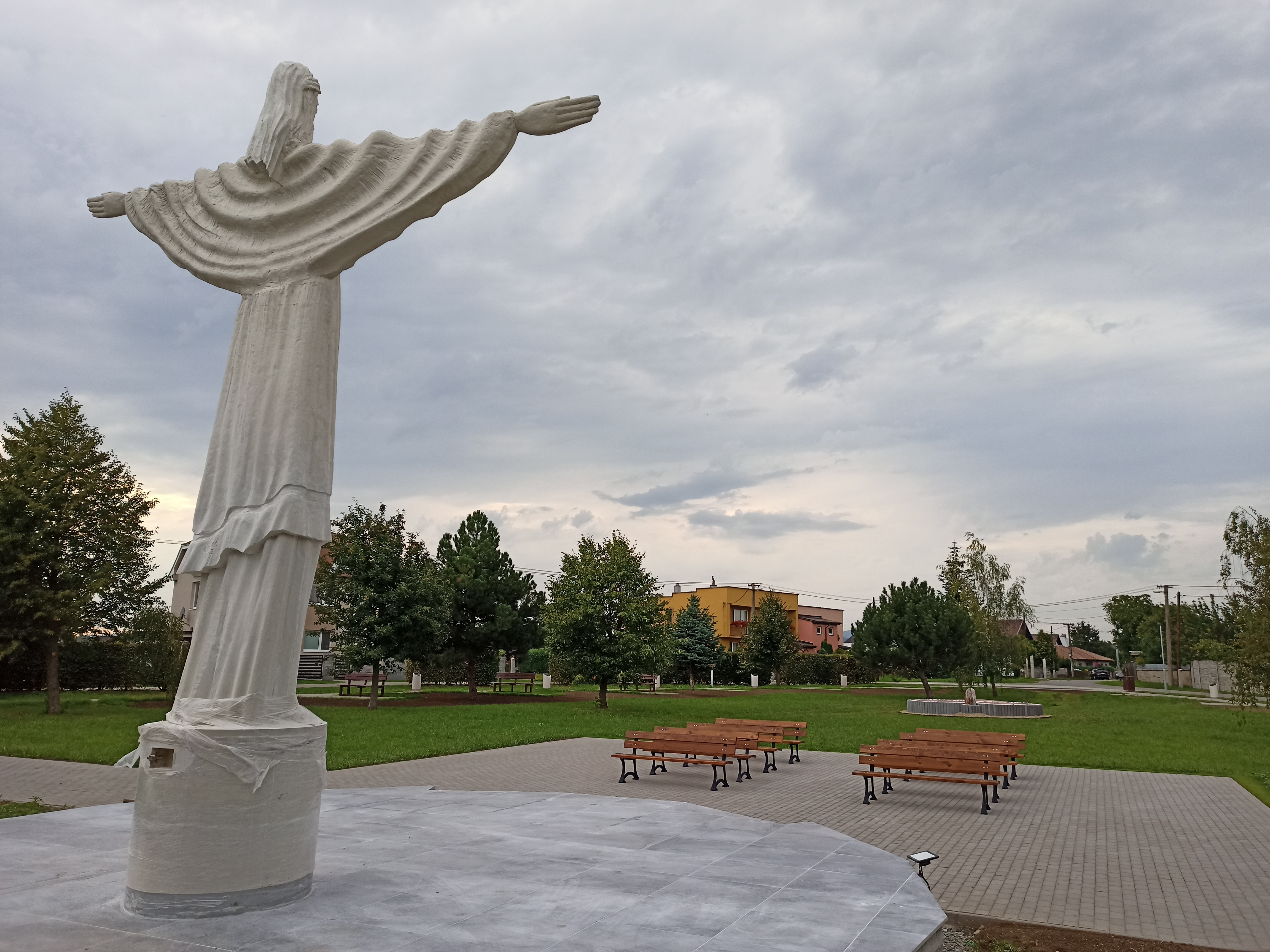
Socha Krista a areál
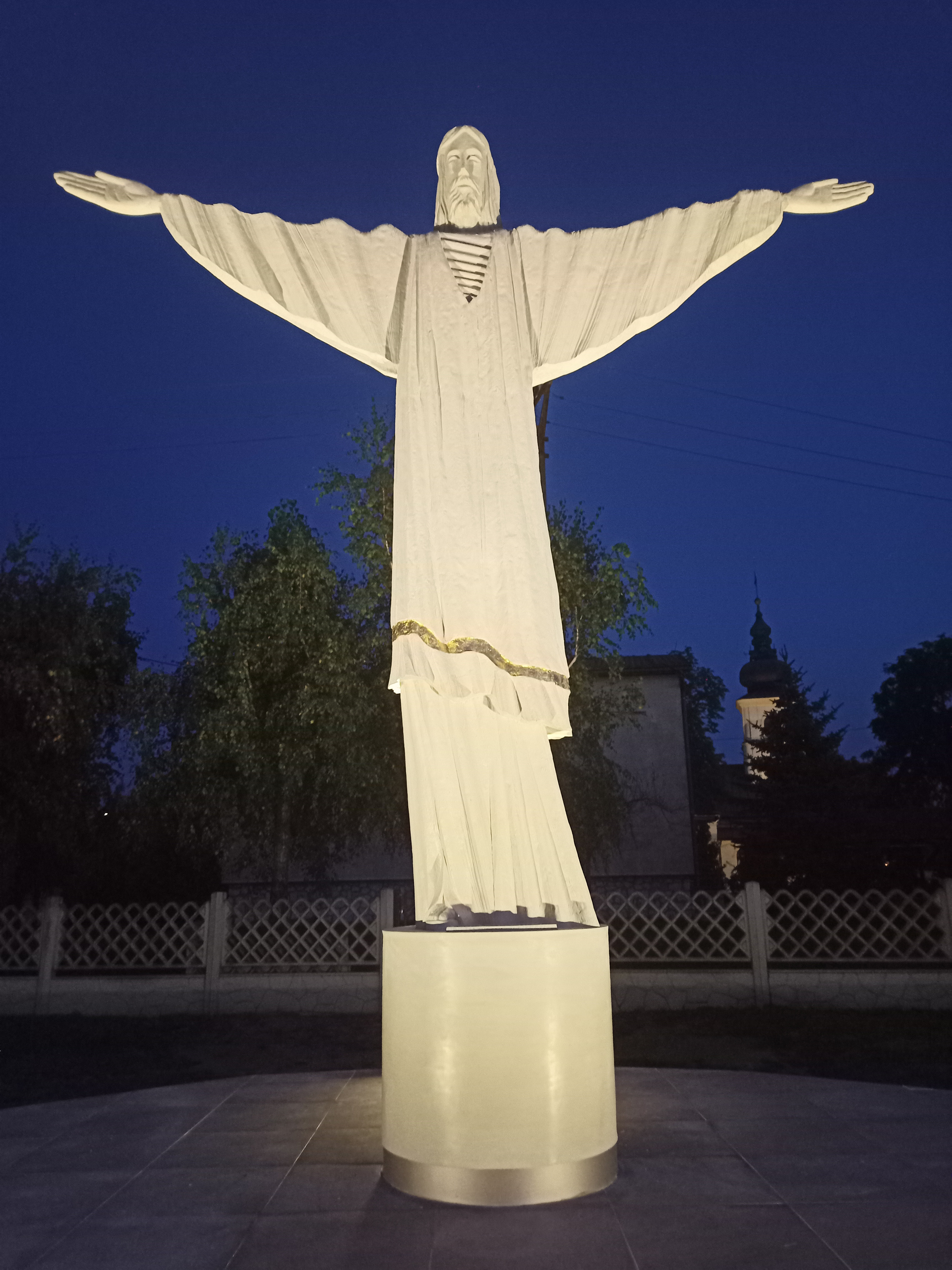
Socha Krista v noci
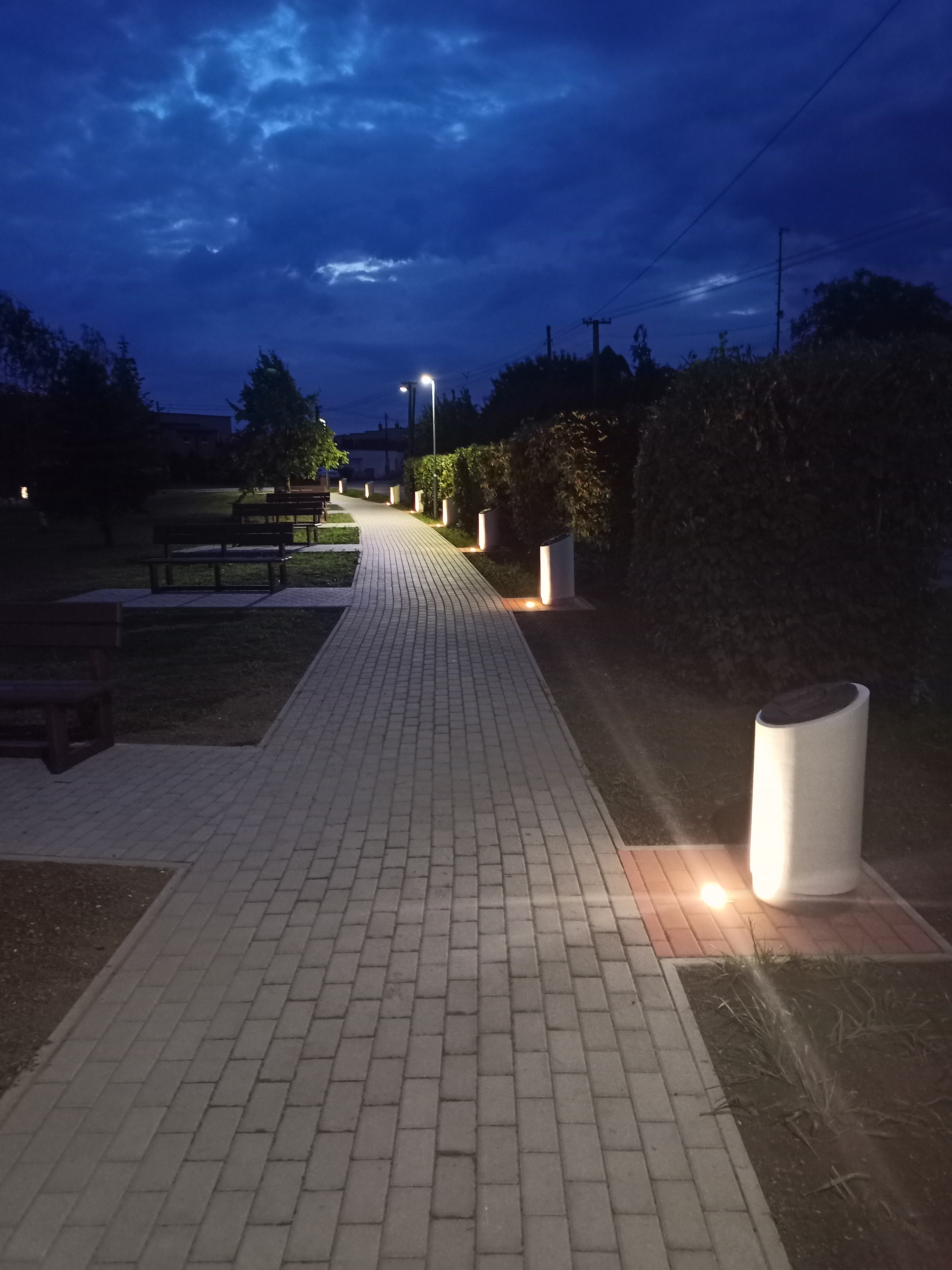
Haniska zastavenia
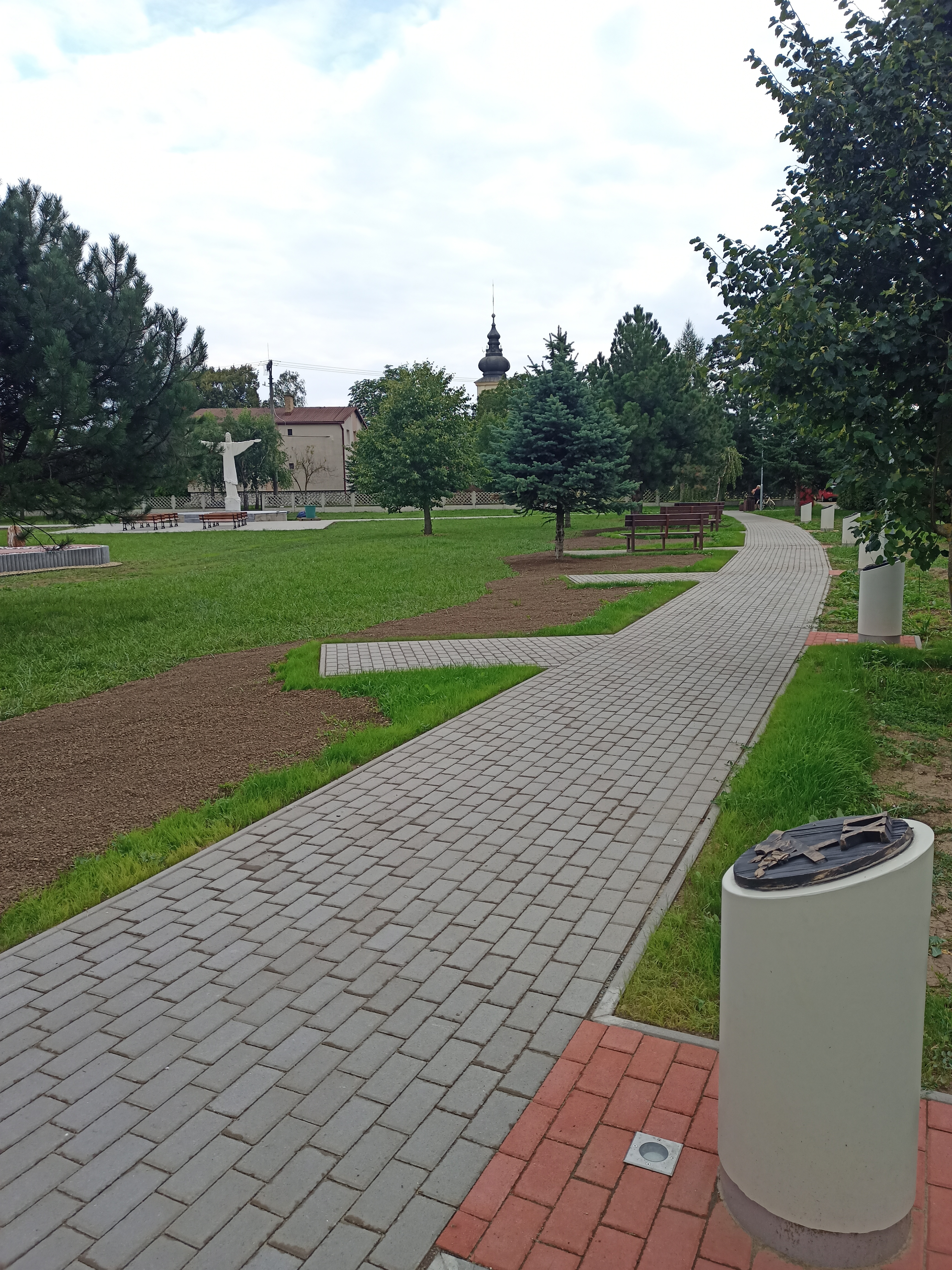
Křížová cesta
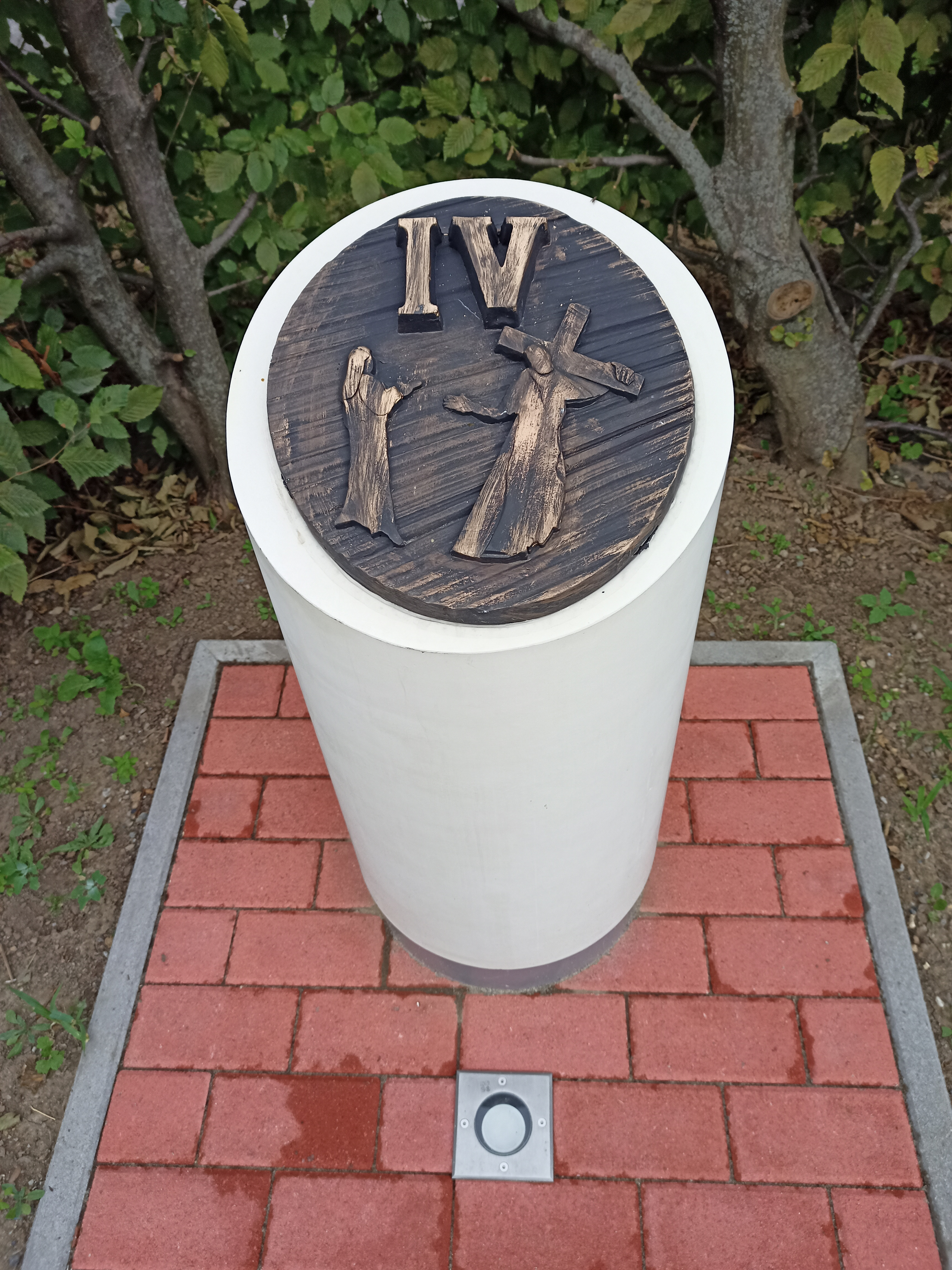
IV. zastavení
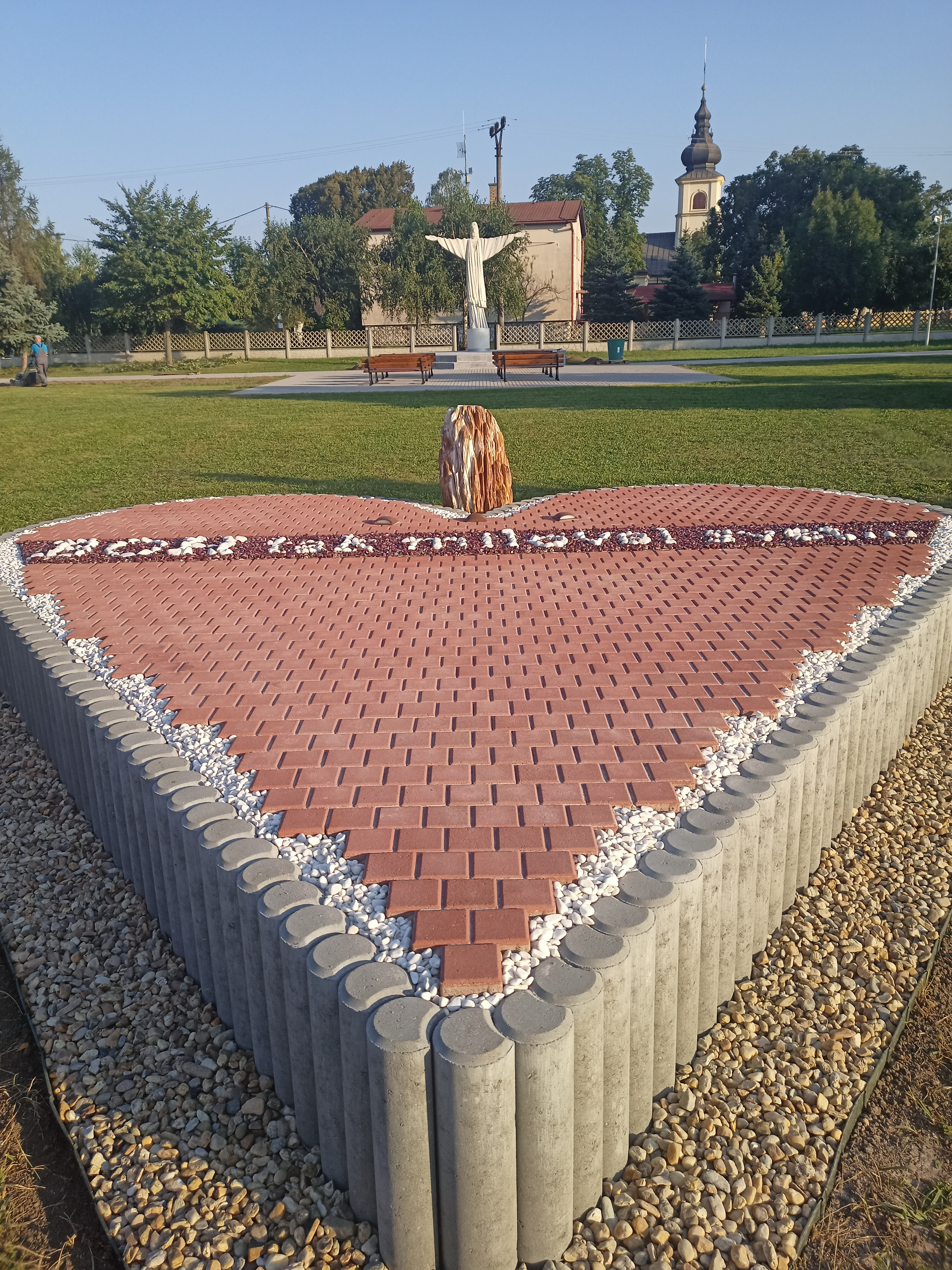
Božské srdce
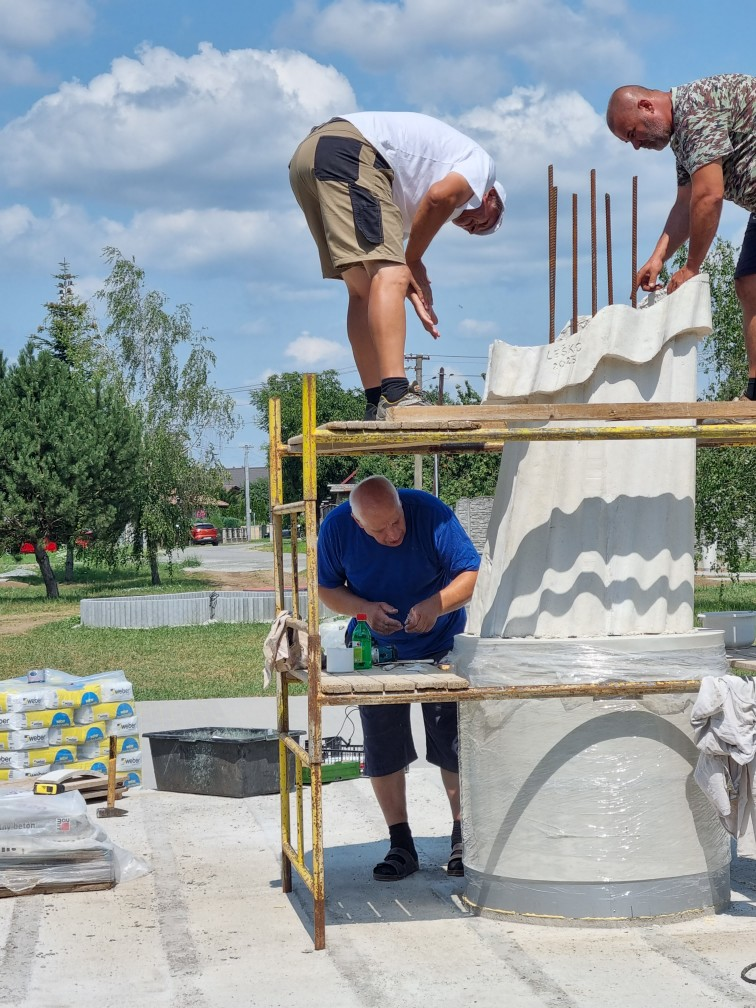
Jan Leško a práce na soše
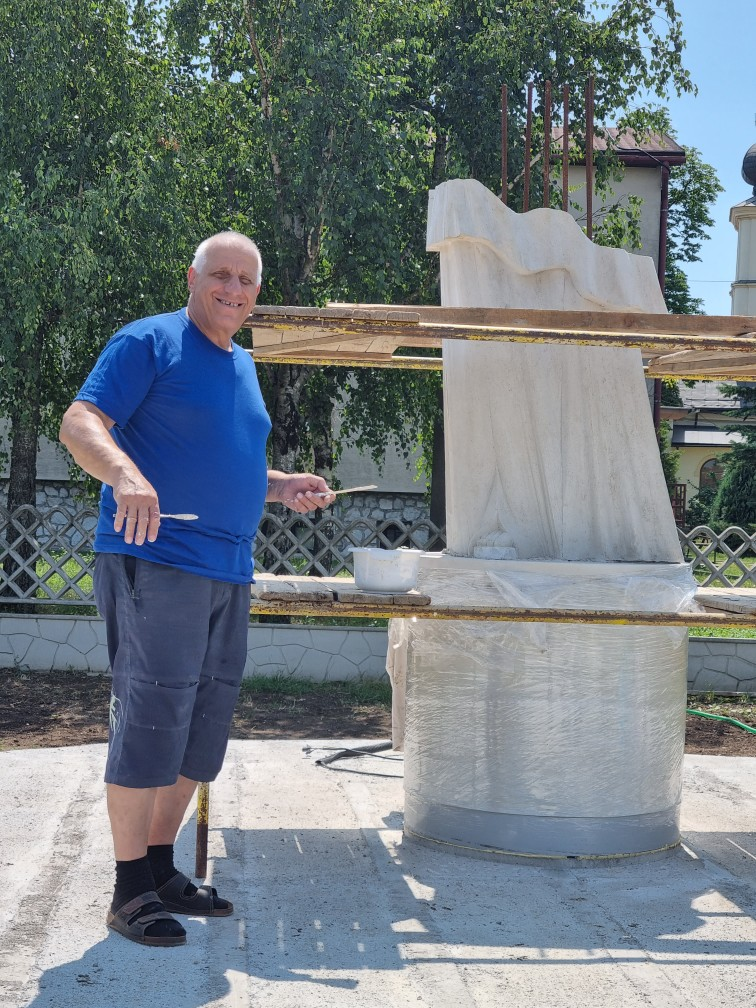
Jan Leško během práce na soše
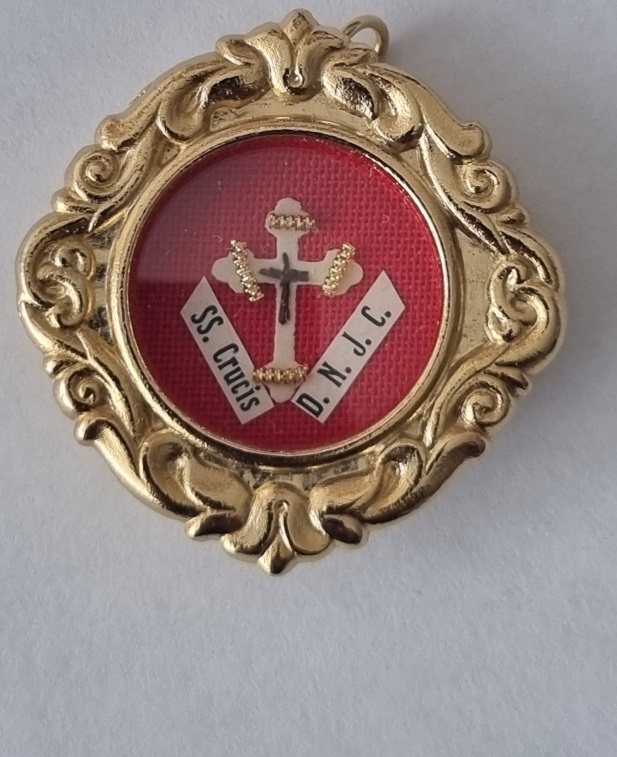
Relikvia Sv. Kríža v soche